# 女装雑誌
女装雑誌（じょそうざっし）とは、女装する男性（女装者、いわゆる男の娘）及び女装者に興味を持つ者に向けに作られた雑誌の総称である。
現在はネットワークでの情報流通が全盛となっており、女装者や女装クラブの経営者及び女装者との付き合いの深い女性により、同人誌として細々と発刊されている。また、流通網にのっている雑誌（商業誌）として、2009年に三和出版からオトコノコ倶楽部が刊行された。

## 発刊雑誌
- くいーん - 1980年から2003年の間に隔月刊で発行。発行アント商事。
- ひまわり -1983年 創刊。1990年から2005年まで隔月刊で発行。発行雄美社。
- ヒロイン - 2006年から、ほぼ隔月刊で発行されている女装・T's系同人誌。発行ヒロイン制作委員会。
- マーブル - 2006年に、大阪Studio Switchの経営者を中心として作られた雑誌（ムック）である。
- 女装読本 - 1994年に光彩書房から発刊された雑誌（ムック）である。
- オトコノコ倶楽部 - 2009年から三和出版から発売された雑誌（ムック）である。